# Jeju World Cup Stadium
Il Jeju World Cup Stadium (in coreano 제주 월드컵 경기장) è il principale impianto calcistico della provincia meridionale coreana dell'isola di Jeju. Lo stadio si trova nella città di Seogwipo. L'impianto è stato costruito in occasione del campionato mondiale di calcio 2002 con una capienza di circa 42 256 posti a sedere. La capienza venne ridotta al termine della manifestazione a 35 657 posti sedere. Dopo i lavori di ristrutturazione, avvenuti nel 2013, la capienza dello stadio è stata ulteriormente ridotta a 29 791 posti a sedere. Nel 2017 è stato anche sede del campionato mondiale di calcio Under-20.
Lo stadio, a partire dal 2006, è sede delle partite casalinghe del Jeju SK, squadra locale che ha partecipato alla K League 1, massima serie del campionato sudcoreano, fino alla stagione 2019.

## Caratteristiche

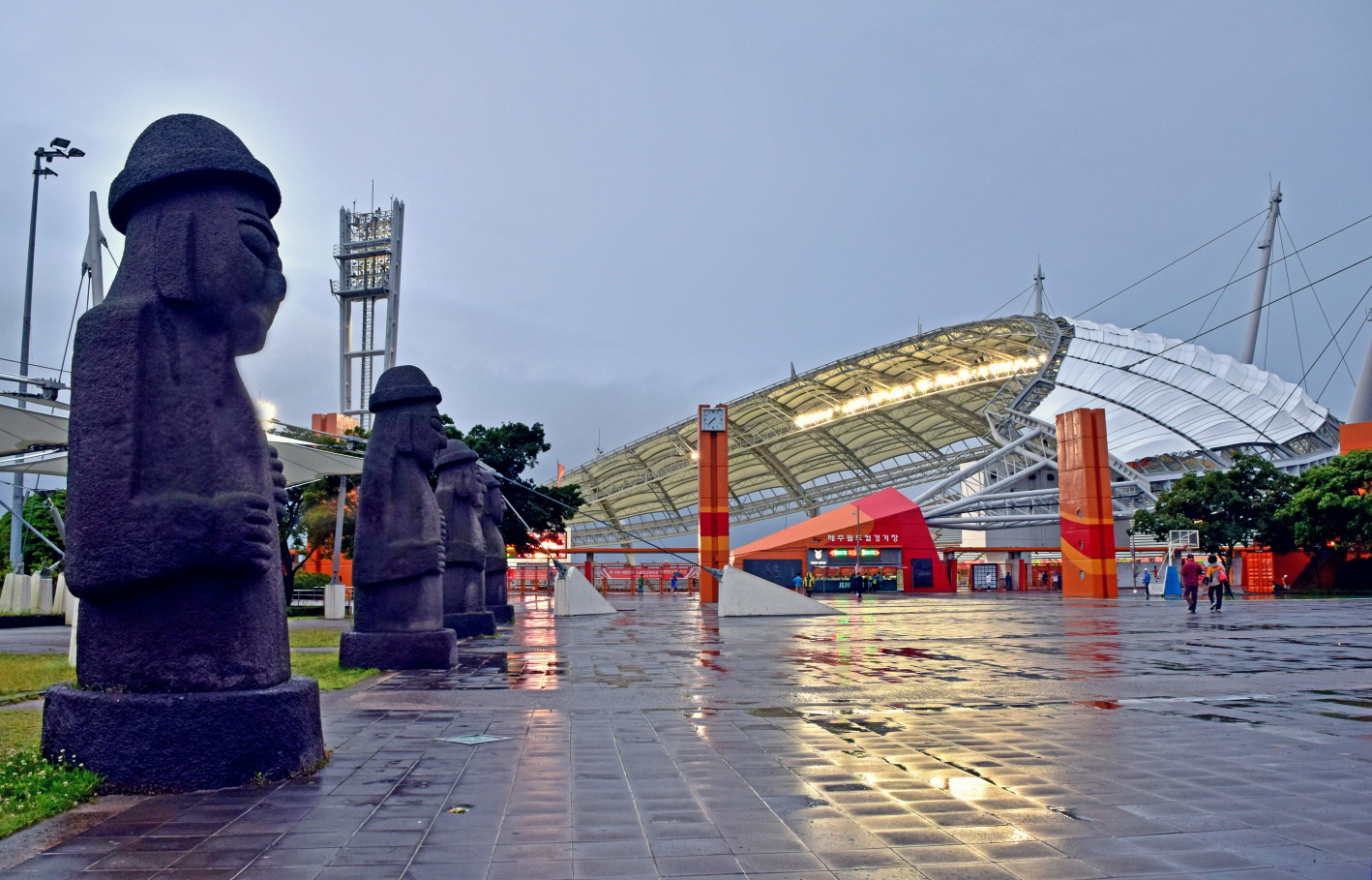
Ingresso allo stadio e i tradizionali dol hareubang.

Lo stadio è stato progettato prendendo come ispirazione la natura, la cultura e lo stile di vita dell'isola. Il tetto è stato conformato in maniera tale da ricordare una vela delle tradizionali imbarcazioni da pesca dell'isola di Jeju. Lo stadio è stato costruito vicino al mare e dagli spalti è possibile vedere l'isola, l'oceano e il monte Halla.
L'ingresso allo stadio riprende l'ingresso alle tradizionali case di paglia dell'isola. Inoltre, al fine di ridurre al minimo l'impatto del vento sul campo di gioco, il terreno sul quale lo stadio è stato costruito era stato abbassato di 14 m circa.
Il tetto è sostenuto da 6 pilastri, che simboleggiano i 6 continenti, mentre i 5 spazi tra essi compresi simboleggiano i 5 oceani. Considerando anche la forma a vela del tetto, l'architettura dello stadio simboleggia l'intraprendenza dell'isola di Jeju che come una nave in mezzo ai venti naviga tra i 5 oceani che toccano i 6 continenti.
Sulla via di accesso allo stadio sono stati messi alcuni dol hareubang, tradizionali statue in basalto dell'isola, rappresentanti divinità che offrono protezione e fertilità, e per questo solitamente sono messi all'ingresso di edifici come protezione dai demoni.

## Incontri internazionali di rilievo

### Calcio
| Arbitro: | Frisk |

|                                                                  |           |  |
| Roberto Carlos 15’ Rivaldo 32’ Ronaldinho 45’ (rig.) Ronaldo 55’ | Marcatori |  |

| Arbitro: | Ramos Rizo |

|                |           |                            |
| Ačimovič 45+1’ | Marcatori | 65’, 84’ Cuevas 73’ Campos |

| Arbitro: | Batres |

|              |           |  |
| Neuville 88’ | Marcatori |  |